# Ministério Federal da Nigéria
O Poder Executivo do Governo da Nigéria tem 35 Ministérios Federais. Cada ministério tem um ministro, e, em alguns casos, um ministro de Estado, que é nomeado pelo Presidente da República.
| Lista de ministérios em 23 de Outubro de 2023          |
| Secretário de Governo: George Akume                    |
| 1 ─ Agricultura;                                       |
| 2 ─ Arte, Cultura e Economia Criativa;                 |
| 3 ─ Aviação e Desenvolvimento Aeroespacial;            |
| 4 ─ Orçamento e Planejamento Econômico;                |
| 5 ─ comunicação, Inovação e Economia Digital;          |
| 6 ─ Defesa;                                            |
| 7 ─ Educação;                                          |
| 8 ─ Desenvolvimento;                                   |
| 9 ─ Administração do Território da Capital Federal;    |
| 10 ─ Finanças;                                         |
| 11 ─ Relações Exteriores;                              |
| 12 ─ Saúde e Bem-estar Social;                         |
| 13 ─ Habitação e Desenvolvimento Urbano;               |
| 14 ─ Assuntos Humanitários e Redução da Pobreza;       |
| 15 ─ Indústria, Comércio e Desenvolvimento;            |
| 16 ─ Informação e Orientação Nacional;                 |
| 17 ─ Inovação, Ciência e Tecnologia;                   |
| 18 ─ Interior;                                         |
| 19 ─ Justiça;                                          |
| 20 ─ Trabalho e Emprego;                               |
| 21 ─ Marinha e Economia Azul;                          |
| 22 ─ Desenvolvimento do Delta de Niger;                |
| 23 ─ Recursos Petrolíferos;                            |
| 24 ─ Assuntos Policiais;                               |
| 25 ─ Poder;                                            |
| 26 ─ Desenvolvimento de Minerais Sólidos;              |
| 27 ─ Deveres Especiais e Assuntos Intergovernamentais; |
| 28 ─ Desenvolvimento de Esportes;                      |
| 29 ─ Desenvolvimento Siderúrgico;                      |
| 30 ─ Turismo;                                          |
| 31 ─ Transporte;                                       |
| 32 ─ Recursos Hídricos e Saneamento;                   |
| 33 ─ Assuntos Femininos;                               |
| 34 ─ Obras;                                            |
| 35 ─ Juventude.                                        |
| 35 Ministérios e 46 Ministros                          |

| CARGO                                                        | NOME                     | PERÍODO        |
|                                                              |                          |                |
| Presidente                                                   | Bola Tinibu              | 2023–incumbido |
| Vice-presidente                                              | Kashim Shettima          | 2023–incumbido |
| Chefe de Gabinete do Presidente                              | Femi Gbajabiamila        | 2023–incumbido |
| Secretário para o Governo Federal                            | George Akume             | 2023–incumbido |
|                                                              |                          |                |
| Ministro da Agricultura e da Segurança Alimentar             | Abubakar Kyari           | 2023–incumbido |
| Ministro do Estado para Agricultura e a Segurança Alimentar  | Aliyu Sabi Abdullahi     | 2023–incumbido |
| Ministro da Arte, Cultura e da Economia Criativa             | Hannatu Musawa           | 2023–incumbido |
| Ministro da Aviação e do Desenvolvimento Aeroespacial        | Festus Keyamo            | 2023–incumbido |
| Ministro do Orçamento e Planejamento Econômico               | Abubakar Atiku Bagudu    | 2023–incumbido |
| Ministro da Comunicação, Inovação e Economia Digital         | Bosun Tijani             | 2023–incumbido |
| Ministro da Defesa                                           | Mohammed Badaru Abubakar | 2023–incumbido |
| Ministro do Estado para Defesa                               | Bello Matawalle          | 2023–incumbido |
| Ministro da Educação                                         | Tahir Mamman             | 2023–incumbido |
| Ministro do Estado para Educação                             | Yusuf Sununu             | 2023–incumbido |
| Ministro de Meio Ambiente                                    | -----                    |                |
| Ministro do Estado para o Meio Ambiente                      | Ishak Salako             | 2023–incumbido |
| Ministro do Território da Capital Federal                    | Nyesom Wike              | 2023–incumbido |
| Ministro do Estado para o Território da Capital Federal      | Mariya Mahmoud Bunkure   | 2023–incumbido |
| Ministro das Finanças e Ministro Coordenador da Economia     | Wale Edum                | 2023–incumbido |
| Ministro das Relações Exteriores                             | Yusuf Tuggar             | 2023–incumbido |
| Ministro Coordenador da Saúde e Bem-Estar Social             | Muhhamad Ali Pate        | 2023–incumbido |
| Ministro do Estado para a Saúde e Bem-Estar Social           | Tunji Alausa             | 2023–incumbido |
| Ministro da Habitação e Desenvolvimento Urbano               | Ahmed Musa Dangiwa       | 2023–incumbido |
| Ministro do Estado para a Habitação e Desenvolvimento Urbano | Abdulahhi Tijjani Gwarzo | 2023–incumbido |
| Ministro dos Assuntos Humanitários e Redução da Pobreza      | Betta Edu                | 2023–incumbido |
| Ministro da Indústria, Comércio e Investimento               | Doris Anite              | 2023–incumbido |
| Ministro da Informação e da Orientação Nacional              | Mohammed Idris Malagi    | 2023–incumbido |
| Ministro da Inovação, Ciência e Tecnologia                   | Uche Nnaji               | 2023–incumbido |
| Ministro do Interior                                         | Olubunmi Tunji-Ojo       | 2023–incumbido |
| Ministro da Justiça e Procurador Geral da Federação          | Lateef Fagbemi           | 2023–incumbido |
| Ministro do Trabalho e Emprego                               | Simon Lalong             | 2023–incumbido |
| Ministro do Estado para o Trabalho e Emprego                 | Nkiruka Onyejeocha       | 2023–incumbido |
| Ministro da Marina e da Economia Azul                        | Gboyega Oyetola          | 2023–incumbido |
| Ministro do Desenvolvimento do Delta do Níger                | Abubakar Momoh           | 2023–incumbido |
| Ministro dos Recursos Petrolíferos                           | Bola Tinibu (Presidente) | 2023–incumbido |
| Ministro do Estado para os Recursos Petrolíferos (Óleo)      | Heineken Lokpobiri       | 2023–incumbido |
| Ministro do Estado para os Recursos Petrolíferos (Gás)       | Ekperikpe Ekipo          | 2023–incumbido |
| Ministro dos Assuntos Policiais                              | Ibrahim Geidam           | 2023–incumbido |
| Ministro do Estado para os Assuntos Policiais                | Imaan Sulaimanibrahim    | 2023–incumbido |
| Ministro do Poder                                            | Adebayo Adelabu          | 2023–incumbido |
| Ministro do Desenvolvimento de Minerais Sólidos              | Dele Alake               | 2023–incumbido |
| Ministro de Deveres Especiais e Assuntos Intergovernamentais | Zephaniah Jisalo         | 2023–incumbido |
| Ministro do Desenvolvimento de Esportes                      | John Enoh                | 2023–incumbido |
| Ministro do Desenvolvimento Siderúrgico                      | Shuaibu Audu             | 2023–incumbido |
| Ministro do Estado para o Desenvolvimento Siderúrgico        | Uba Maigari Ahmadu       | 2023–incumbido |
| Ministro do Turismo                                          | Lola Ade-John            | 2023–incumbido |
| Ministro do Transporte                                       | Sa'idu Ahmed Alkali      | 2023–incumbido |
| Ministro dos Recursos Hídricos e Saneamento                  | Joseph Utsev             | 2023–incumbido |
| Ministro do Estado para os Recursos Hídricos e Saneamento    | Bello Muhammad Goronyo   | 2023–incumbido |
| Ministro dos Assuntos Femininos                              | Uju Kennedy              | 2023–incumbido |
| Ministro das Obras                                           | Dave Umahi               | 2023–incumbido |
| Ministro da Juventude                                        | -----                    | 2023–incumbido |